# トニナ (水草)
トニナ（水草）（Syngonanthus anomalus）はアマゾン川流域に分布するホシクサ科シンゴナンサス属の水草であり、アクアリウムで南米水草として知られるものの代表的な種である。

## 分布
ブラジル北部、ブラジル西部～中央部、コロンビア、エクアドル、仏領ギアナ、ガイアナ、スリナム、ベネズエラ

## 形態
多年生の両生植物。陸生形をとることもあるが、水中葉に比べて矮小化する。
茎は白くて柔らかく、太さ1.5-2mm。盛んに分岐する。葉は互生で柔らかく、辺縁は白い。平行脈で鋸歯はない。大きさや形には変異が大きく、長さ2-7cm、産地によりカールが強いものからほとんどないものまである。花は普段滅多にあげないが、水面についた際などに頂芽付近の葉腋から長さ1cmほどの短い花茎を出し、直径7mmほどの小さなクリーム色の頭花を出す。

## 近似種
数多くの近似種が記載されてきたが、多くが本種のシノニムとされている。
Syngonanthus appressusは陸生で葉は茎を強く抱く。Syngonanthus rhizonemaはより葉が細く、苞がなく、総苞片は有毛である。また、Syngonanthus rhizonemaの分布域はサンパウロ州であり、分布も違っている。

## 栽培
アクアリウムでは栽培が難しい水草として知られてきたが、pHを下げる、水槽に浮かせて発根させてから植え込む、肥料を多くするなどの工夫をすれば栽培は容易であり、よく茂って”トニナの森”と形容される非常に美しい姿を見せてくれる。
肥料要求量が多いわりに根をなかなか出してくれないので、肥料が不足したり、根が出せていない状態では頂芽だけが茶色く枯れ、成長が止まりがちである。
また枯れるまでいかずとも、鉄分などが不足すると白く色が抜けやすい。栄養系のソイルを用い、換水時にpH降下剤を使ってpHは低く抑え、高くとも6.5までとすると栽培しやすい。

## バリエーション
多くの産地のものが知られており、形態にもバラエティーが大きい。代表的なものを挙げる。
- ベレン産 - もっとも古くから流通し、一般的なタイプ。葉は強くカールし、栽培は容易
- ウアウペス産 - 葉は細かく波打ち緩くカーブする。匍匐するように成長することも多いが、特に栽培が難しいことでも有名。
- マナウス産 - 葉幅は狭くカールは緩い。
- その他ラーゴグランデ産、ネグロ・ジャイアント、マデイラ産などが流通している[5]。